# Новосибирский речной порт
Новосибирский речной порт (ОАО «Новосибречпорт») — речной порт в Железнодорожном районе Новосибирска. Расположен на берегу Оби. Создан в 1907 году.

## История

### Период Российской империи
18 февраля 1907 года Высочайшим повелением городу была передана примыкающая к побережью Оби территория близ железнодорожного моста с водным пространством 250 погонных сажень и бечевником.
В 1909 году был построен деревянный склад (20,7×14,7×3,7), в 1910 — склад для зерна (32,8×15,5×4,2), в 1911 — деревянный склад для различных грузов (32×16,2×3,5), в 1912 году — ещё один склад (21,5×13,4×3,6) и в 1913 году — склад для хранения хлеба (27,2×16×5,2).
По данным Гипроречтранса в 1913 году грузовой товарооборот пристани достиг 270,1 тыс. т.
Построенная в 1895 году железнодорожная ветка между станцией Обь и строительной площадкой железнодорожного моста не удовлетворяла транспортировке грузов. Вместе с постройкой складов к пристани строилась железнодорожная линия, ещё две ветки были введены в 1913 году.

### Советский период
В 1925 году Новониколаевскую пристань переименовали в Новосибирскую.
В 1929 году началась постройка причальной стенки. В 1930—1935 годах построена первая очередь в 276 м (общая стоимость — 440,7 тыс. рублей).
По данным на 1 апреля 1931 года число сотрудников составляло 42 человека.
В конце 1931 года был возведён склад для различных грузов большой скорости с ленточным транспортёром.
В 1932 году Новосибирскую пристань переименовали в Новосибирский речной порт.
В 1952—1966 годах проходила реконструкция порта, он был сооружён фактически заново. Была построена бетонная причальная стенка (длина — 801 м), возведены кирпичные крытые склады, устроены бетонированные открытые площадки для грузоскладирования, появились плавучие краны, также были установлены портальные краны грузоподъемностью 100—200 т, землесосы по добыче песка, приобретены автоэлектропогрузчики, гидроперегружатель, строились механические мастерские для ремонта перегрузочного оборудования и флота, телефонные станции, диспетчерские, гаражи, административно-бытовые помещения.
Благодаря развитию нефтегазодобывающей индустрии в Томской и Тюменской областях объём перевалки грузов через порт был значительно увеличен. Грузопоток труб, цемента, железобетонных изделий, оборудования и другой продукции увеличился в несколько раз. В 1975 году количество груза через порт и станцию прошло на 372 тыс. тонн больше чем за 1970 год.
В 1980-х годах резко возросла потребность в минерально-строительных материалах для возведения жилья, в связи с чем возникла необходимость в реконструкции левобережного грузового района и постройки 5-го участка в северной части порта для переработки песка.

### Российский период
1990-е годы были экономически трудными для Новосибирского речного порта.
В 1993 году порт был реорганизован в ОАО «Новосибирский речной порт».
В мае 2015 года томская «Сибирская судоходная компания» подала заявление на банкротство ОАО «Новосибречпорт»

## Награды
В 1976 году Новосибирский речной порт был награждён орденом «Знак Почёта» за успехи в выполнении задач 9-й пятилетки по широкому внедрению передовых технологий погрузочно-разгрузочных работ и за ускорение обработки вагонов и флота.
Многие работники речного порта удостоены правительственных наград. Капитан-механик А. В. Солодянкин и судокорпусник Н. Д. Шайдуров получили орден Ленина, 
звеньевой докеров-механизаторов В. Е. Баев — орден Дружбы народов, руководитель грузового склада К. И. Васильева и крановщик плавучего крана А. В. Шумский — орден Октябрьской Революции. Свыше 30 портовиков стали обладателями орденов 
Трудовой Славы, Трудового Красного Знамени, «Знак Почета». 
Сотни работников награждены медалями («Ветеран труда», «За трудовую доблесть», «За освоение нефтегазоносного комплекса», «За трудовое отличие» и т. д.), отмечены почетными отраслевыми знаками («Почетный работник транспорта России», «Отличник речного флота», «Почётный работник речного флота»).